# Hans Spigath
Hans Spigath (* 17. Januar 1925 in Meiningen; † 22. Dezember 1989) war ein deutscher Politiker (SED) und Wirtschaftsfunktionär. Er war stellvertretender Vorsitzender der Staatlichen Plankommission (SPK) der DDR.

## Leben
Spigath beantragte am 23. Januar 1943 die Aufnahme in die NSDAP und wurde zum 20. April desselben Jahres aufgenommen (Mitgliedsnummer 9.363.104). Er leistete im Zweiten Weltkrieg Dienst bei der Luftwaffe.
Nach 1945 war er zunächst als Holzschneider tätig. Spigath trat der Sozialistischen Einheitspartei Deutschlands (SED) bei. Er war Betriebsprüfer, Mitarbeiter der Sozialversicherungskasse und studierte an der Hochschule für Ökonomie Berlin. Sein Studium schloss er als Diplomwirtschaftler ab. 
1956 wurde Spigath Mitarbeiter des Rates des Bezirkes Gera. Von  1962 bis 1965 fungierte er als Vorsitzender der Bezirksplankommission und als stellvertretender Vorsitzender des Rates des Bezirkes Gera. Er war zudem Mitglied der SED-Bezirksleitung Gera. Ab 1965 war er Hauptabteilungsleiter für Jahresplanung, Planung und Finanzierung sowie Grundsatz und Perspektivfragen bei der SPK, ab 1966 dann stellvertretender Vorsitzender der SPK. 1969 wurde Spigath Leiter der Abteilung Jahresplanung der SPK.

## Auszeichnungen
- Verdienstmedaille der DDR (1959)
- Vaterländischer Verdienstorden in Bronze